# Rezacz
Rezacz (bułg. Резач) – wieś w Bułgarii, w obwodzie Wielkie Tyrnowo, w gminie Złatarica. W 2024 roku liczyła 87 mieszkańców.